# Norbert Runge
Norbert Runge (* 8. Juli 1956) ist ein ehemaliger deutscher Fußballspieler.

## Karriere
Als junger Nachwuchsstürmer spielte Norbert Runge von 1975 bis 1977 für den 1. FC Paderborn in der Amateurliga Westfalen und erreichte mit dem Klub 1977 im Abschlussklassement den vierten Platz. Runge wurde daraufhin vom Zweitligaaufsteiger 1. FC Bocholt verpflichtet, wo er in der Saison 1977/78 seine ersten Profispiele bestritt und mit 14 Saisontreffern gleich zum besten Spieler avancierte. Im Sommer 1978 wechselte er in die Fußball-Bundesliga zu Borussia Dortmund. Sein Debüt in der ersten Liga gab Norbert Runge am 9. Spieltag der Saison 1978/79 gegen den 1. FC Kaiserslautern, am Ende kam er in seiner Premierensaison jedoch nur auf neun Einsätze und drei Tore. Auch in der folgenden Spielzeit musste er sich bei zehn Einsätzen und zwei Toren mit der Rolle des Ergänzungsspielers zufriedengeben, und so wechselte der Stürmer 1980 in die zweite Bundesliga zu Alemannia Aachen. Von 1980 bis 1982 spielte Runge am Aachener Tivoli und überzeugte hier vor allem in seiner ersten Saison mit 14 Toren in 31 Spielen. 1982 wurde der Angreifer vom Amateurligisten Rot-Weiß Oberhausen verpflichtet, mit dem er in der Oberliga Nordrhein 1982/83 die Meisterschaft und den Aufstieg in der 2. Fußball-Bundesliga feierte.
Norbert Runge bestritt insgesamt 19 Bundesliga-Spiele (5 Tore) und 102 Zweitligaspiele (33 Tore).
1987 wurde der ehemalige Profi vom abstiegsbedrohten Bayernligisten FC Kronach 08 als Spielertrainer verpflichtet und Runge schaffte mit dem Verein den Klassenerhalt. Nach einer weiteren Saison in Kronach und seiner Entlassung im Frühjahr 1989 übernahm er in der Folgezeit noch Trainerposten beim SV Lippstadt 08 sowie beim FC TuRa Bergkamen. Zuletzt war Norbert Runge bis 2008 als Trainer beim westfälischen Kreisligisten Werner SC tätig.